# Obciąganie (obróbka plastyczna)
Obciąganie - metoda plastycznego kształtowania blach na maszynach zwanych obciągarkami. 
Obciąganie było stosowane pierwotnie w przemyśle lotniczym jako metoda kształtowania metalowych elementów pokryć samolotów. Obecnie metoda ta jest stosowana również w przemyśle samochodowym i okrętowym.
Obciąganie polega na przyłożeniu dużej siły rozciągającej do krawędzi arkusza blachy, a następnie dociśnięciu tego arkusza do wypukłego wzornika do obciągania. Siła rozciągająca powinna być tak dobrana, aby w całym kształtowanym przekroju materiału naprężenia przekroczyły granicę plastyczności. 

## Podział
Rozróżnia się kilka rodzajów obciągania w zależności od sposobu kształtowania materiału i od kształtu wzornika:
- Obciąganie poprzeczne - nazywane czasem obciąganiem wzornikiem. Dwa brzegi materiału umocowane są w nieruchomych uchwytach, a ruchomy wzornik (najczęściej o napędzie hydraulicznym) obciąga na sobie blachę.
- Obciąganie podłużne - nazywane obciąganiem uchwytami. Przy tej metodzie wzornik do obciągania jest nieruchomy. Kształtowanie plastyczne dokonywane jest dzięki ruchom uchwytów.
- Obciąganie z owijaniem - kształtowanie materiału odbywa się kilkuetapowo. Początkowo materiał jest rozciągany za pomocą uchwytów. Następnie owijany na wzorniku. Na końcu materiał jest obciągany na wzorniku do momentu przekroczenia granicy plastyczności.